# Archidendron quocense
Archidendron quocense es una especie de árbol perteneciente a la familia de las fabáceas. Es originaria de  Camboya.

## Taxonomía
Archidendron quocense fue descrita por (Pierre) I.C.Nielsen y publicado en Adansonia 19(1): 31. 1979.
Sinonimia
- Abarema quocense (Pierre) "Kosterm., p.p."
- Pithecellobium jiringa "sensu Craib, p.p."
- Pithecellobium quocense Pierre basónimo[2]